# Rüdiger Henning
Rüdiger Henning (født 5. november 1943 i Berlin, død 2. oktober 2024) var en tysk roer og olympisk guldvinder.
Henning begyndte sin karriere i Ruder-Union Arkona i Berlin og vandt EM-guld i firer med styrmand for Vesttyskland i 1965. Hele firerbesætningen skiftede derpå til otteren, og i denne båd blev han verdensmester i 1966 samt europamester i 1967.
Vesttyskerne var derfor blandt favoritterne ved OL 1968 i Mexico City. De vandt da også deres indledende heat ganske sikkert, og i finalen var de igen hurtigst, da de vandt med næsten et sekund foran nummer to, Australien, og Sovjetunionen var yderligere godt et sekund efter på tredjepladsen. De vesttyske guldvindere var foruden Henning Horst Meyer, Dirk Schreyer, Wolfgang Hottenrott, Egbert Hirschfelder, Lutz Ulbricht, Jörg Siebert, Roland Böse (i finalen erstattet af Niko Ott) og styrmand Gunther Tiersch. For guldmedaljen blev otteren udnævnt som årets vesttyske hold, og de bar OL-flaget ind ved åbningsceremonien ved OL 1972 i München.

## OL-medaljer
- 1968:  Guld i otter